# Casa Ferran-Civil
La casa Ferran-Civil, també coneguda com a Palau del Correu Vell, és un edifici situat al carrer del Correu Vell, 5 del barri Gòtic de Barcelona, catalogat com a bé cultural d'interès local.

## Història

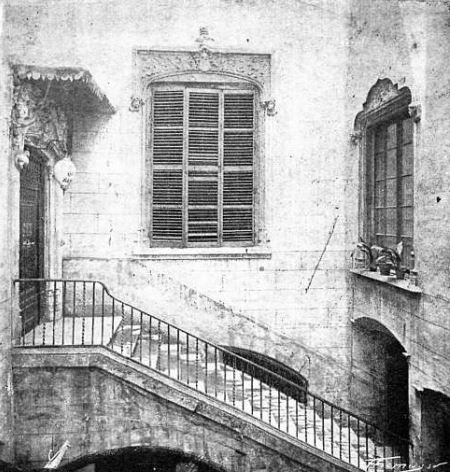
El pati el 1908

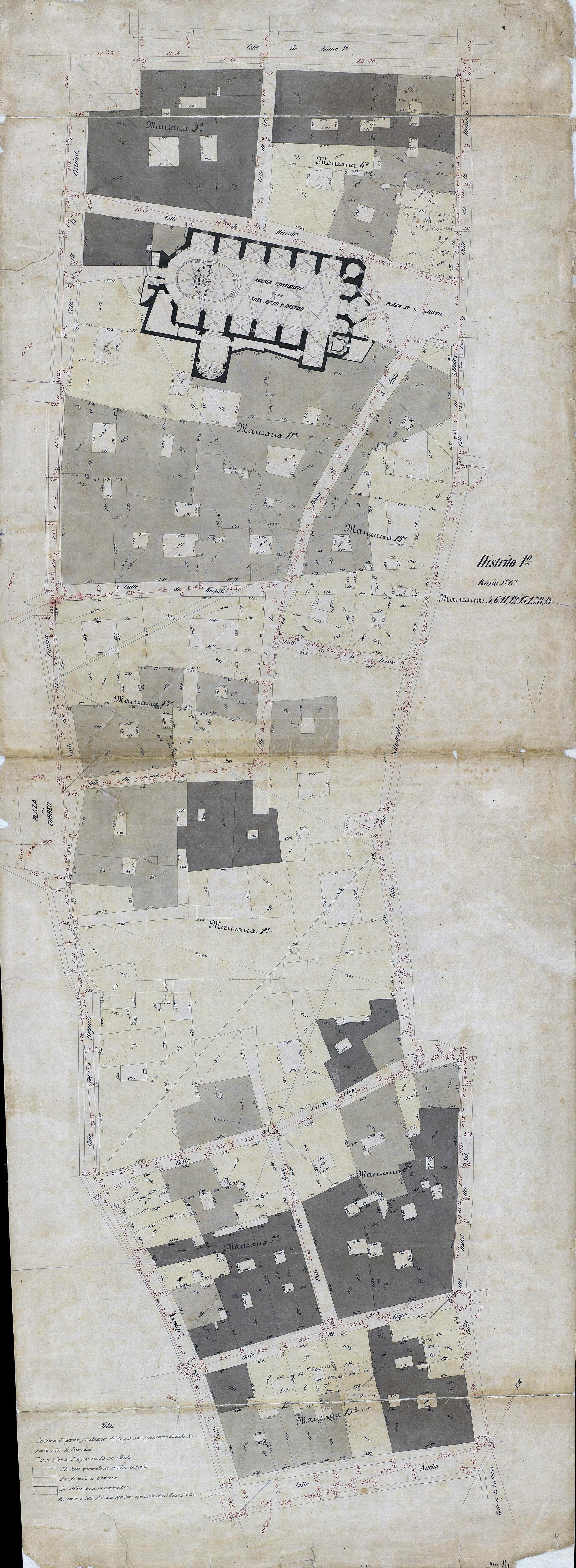
Quarteró núm. 11 de Garriga i Roca (c. 1860)

La casa va pertànyer a la família Ferran, que posseïa el títol de Correu Major de Catalunya. Per aquest motiu, van haver d’enfrontar-se amb els Tassis, que tenien el monopoli del correu a l'imperi dels Habsburg, inclosa Espanya. Durant la Guerra de Successió, Felip de Ferran i de Çacirera fou ambaixador del Principat de Catalunya davant dels Estats Generals de les Províncies Unides dels Països Baixos i representant dels interessos catalans davant del rei Jordi I d'Anglaterra.
L'any 1779, la casa era propietat de l'abadessa del Reial Monestir de Sant Pere de les Puel·les, que l'establí en emfiteusi al comerciant barceloní Mateu Civil, amb l'obligació d'invertir-hi 3.000 lliures en la millora. Les obres s'iniciaren immediatament i foren executades sota les ordres del reconegut mestre de cases Josep Ribes i Margarit, i també hi va intervenir el mestre fuster Francesc Bayà. L'any 1781, Civil va demanar al consistori permís per a enderrocar l'antiga façana de la casa i reedificar-la dos pams més enretirada.
El 1827, Josep Civil i Gelades va vendre la casa als cònjuges Josep Llimona de Martí i Estruch i Maria Pilar Llimona i Castell (filla i hereva de Tomàs Llimona), propietaris del veí Palau Gualbes. Llimona va morir el 1843, i segons el repartiment de béns fet el 1845, la propietat passà a mans de Jacinta Cardeñas i Foraster, vídua de Tomàs de Martí i Estruch (†1819), i del seu fill Josep de Martí i Cardeñas (1819-1903).
A mitjans del segle xix s'hi establí el fabricant de velluts de seda Joan Barrau i Fill. A la seva mort el 1853, continuà el negoci el seu fill Jacint Barrau i Cortès, que va traslladar la producció al carrer de la Riereta, 35.
L'any 1879, Josep de Martí va presentar un projecte de l'arquitecte Salvador Vinyals que consistia en la remunta d'un quart pis, la redistribució dels existents i el canvi d'ubicació de la caixa d'escala. En la memòria es donen un seguit de justificacions de l'obra, entre les quals destaca la dificultat de llogar habitatges de moltes estances.
A l'inici dels anys 1990, la finca va ser rehabilitada íntegrament per tal d'acollir-hi serveis municipals (Centre de Serveis Socials Gòtic).

## Descripció
Tal com denoten els elements arquitectònics del pati amb escala (coberta al primer tram i descoberta sobre volta rampant al segon, que duu a la planta noble), les finestres i les portes esculpides, aquest gran casal té el seu origen al segle xvi. Fruit de la reforma del segle xviii són les crugies més properes al carrer i la façana, amb un gran portal d'arc rebaixat i amb balcons de marc de pedra motllurat, estructura de ferro i llosanes ceràmiques. Del mateix moment són els esgrafiats, de temàtica ornamental.